# بريشيس أتشيوا
بريشيس أتشيوا (مواليد 19 سبتمبر 1999) هو لاعب كرة سلة نيجيري يلعب في مركز لاعب هجوم قوي الجسم أو لاعب وسط في نادي تورونتو رابتورز.

## روابط خارجية
- بريشيس أتشيوا على موقع إن بي أي (الإنجليزية)
- بريشيس أتشيوا على موقع سبورتس رفرنس (الإنجليزية)
- بريشيس أتشيوا على موقع كرة السلة الأوروبية.كوم (الإنجليزية)
- بريشيس أتشيوا على موقع إي إس بي إن.كوم (الإنجليزية)
- بريشيس أتشيوا على موقع كلية كرة السلة في سبورتس رفرنس.كوم (الإنجليزية)
- بريشيس أتشيوا على موقع ريلجم (الإنجليزية)
- بريشيس أتشيوا على موقع بروبوليرز (الإنجليزية)
- بريشيس أتشيوا على موقع أوليمبيديا (الإنجليزية)